# پارازیت ایو ۲
پارازیت ایو ۲ (ژاپنی: パラサイト・イヴ2 هپبورن: Parasaito Ivu Tsū) ؛(به انگلیسی: Parasite Eve II) نام یک بازی ویدئویی در سبک نقش‌آفرینی اکشن بوده که توسط شرکت اسکوئر، برای کنسول پلی‌استیشن ساخته و منتشر شد. این بازی دومین قسمت از مجموعه بازی‌های پارازیت ایو است که برای نخستین بار در ۱۶ دسامبر ۱۹۹۹ و در کشور ژاپن منتشر شد.
رخدادهای این بازی چند سال پس از رویدادهای نخستین بازی این سری روی می‌دهد. آیا برآ به عنوان شخصیت اصلی از بازی اول، در این نسخه نیز شخصیت اصلی به‌شمار می‌آید. او اینک با یک حادثه دیگر که مربوط به طغیان موجودات جهش یافته‌است روبه‌رو می‌شود. سیستم مبارزه در این بازی به نسبت بازی پیشین دچار پیشرفت محسوسی شده‌است و آیا دایره حرکت گسترده‌تری پیدا کرده‌است. روند بازی با نسخه پیشین متفاوت است: نبردها بی‌درنگ اتفاق می‌افتند و منطقه مبارزات محدودتر است. این رویکرد بیشتر مخصوص بازی‌های سنتی ترس و بقا است، اگرچه برخی از عناصر سبک نقش‌آفرینی در آن حفظ شده‌اند. این عنوان به نویسندگی و کارگردانی کنیچی ایوائو، نویسندهٔ بازی رزیدنت ایول (۱۹۹۶) است.
بازی به‌طور کلی با واکنش‌های مطلوبی از سوی منتقدان همراه بود، اگرچه به دلیل استفاده از یک سیستم کنترلی که منسوخ شده بود مورد انتقاد قرار گرفت.

## روند بازی
پارازیت ایو ۲ یک بازی ویدئویی در سبک‌های سورویوال هارور، نقش‌آفرینی اکشن و علمی-تخیلی است که در ادامه بازی نخست آن می‌باشد. بازیباز کنترل شخصیت آیا برآ را دراختیار داشته و باید پرده از راز رویدادهای درون بازی بردارد. دشمنان و مهاجمان اصلی بازی، موجوداتی هستند که دچار جهش‌های ژنتیکی شده‌اند. آیا باید با آن‌ها مبارزه کرده و راه را برای خود هموار نماید. بازیباز می‌تواند در این مبارزه‌ها از انواع سلاح‌های سرد و گرم استفاده کند که آن‌ها نیز قابلیت ارتقاء به سلاح‌های باقدرت بیشتر را دارا هستند. بازی دارای سیستم گردش پولی است و با نابود کردن دشمنان و به دست آوردن آیتم‌ها، می‌توان موجودی امتیازات را افزایش داد و از ان در ارتقاء وضعیت شخصیت اصلی بهره برد. همچنین می‌توان این آیتم‌ها را فروخت تا امتیازات بیشتری به موجودی اضافه شود. بازی از صفحه تجهیزات مدرن‌تری نسبت به نسخه پیشین برخوردار است و آیتم‌های به دست آمده، در گروه‌های مخصوص به خود قرار می‌گیرند. توانایی‌ها و انرژی‌های اختصاصی آیا برآ نیز همانند نسخه پیشین در این بازی وجود دارد و بازیباز می‌تواند از ان، برای نابود کردن مهاجمان استفاده کند. این بازی دارای درجه‌های دشواری خاصی بوده که با هربار به پایان رساندن بازی، آزاد می‌شوند.

## داستان
داستان بازی با آیا برآ آغاز می‌شود. او اینک به عنوان یک پلیس اف‌بی‌آی فعالیت می‌کند و باید در ادامه با چند حادثه بیولوژیکی روبه‌رو شود. نخستین حادثه در برج آکروپلیس روی می‌دهد که آیا سرانجام با موفقیت از این مأموریت خارج می‌شود. مأموریت بعدی با حضور آیا در در بیابان موهاوی در نوادا آغاز می‌شود و او در یک سلسله مبارزات با موجودات بسیار عجیب و پیشبرد داستان که با روشن شدن رازهای فراوانی همراه است، سرانجام آخرین دشمن را نابود کرده و بازی را به پایان می‌رساند.

## بازتاب‌ها
| گردآورنده  | امتیاز |
| ---------- | ------ |
| گیم‌رنکینگز | ۷۸٫۴۶٪ |
| متاکریتیک  | ۷۹/۱۰۰ |

| ناشر            | امتیاز |
| --------------- | ------ |
| اج              | ۴/۱۰   |
| فامیتسو         | ۳۰/۴۰  |
| گیم‌پرو          | ۴/۵    |
| گیم رولیشن      | -B     |
| گیم‌اسپات        | ۷٫۳/۱۰ |
| آی‌جی‌ان          | ۶٫۹/۱۰ |
| Bravo Screenfun | ۹۶٪    |